# Karl Ebb
Karl Alfred ”Kalle” Ebb, född den 6 september 1896 i Åbo, död den 23 augusti 1988 i Helsingfors, var en finländsk företagare och idrottsman.
Ebb grundade Ebb-Solmio Oy tillsammans med sin hustru 1920. Företaget specialiserade sig på att tillverka slipsar.
Ebb var en framgångsrik idrottsman och tävlade i olympiska sommarspelen 1924 i Paris, där han kom femma på 3000 m hinder. Under 1930-talet tävlade han i Grand Prix-racing och vann bland annat Sveriges vinter-Grand Prix och Djurgårdsloppet. Ebb ägnade sig även åt alpin skidsport.

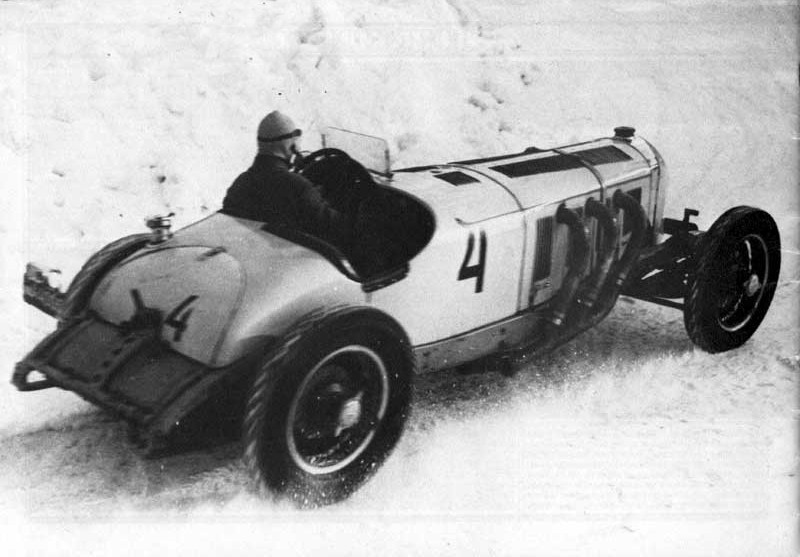
Karl Ebb med sin Mercedes-Benz SSK under 1936 års Rämenloppet.